# Nome botanico
In botanica, per nome botanico s'intende il nome assegnato ad ogni pianta. Secondo la sua natura, alla pianta da denominare si assegna un nome scientifico (se è una pianta silvestre), o un nome di cultivar (se è una pianta coltivata), o un nome di ibrido (se è per l'appunto un ibrido).
Ai taxa di piante silvestri si assegna un nome scientifico secondo i principi della nomenclatura, che sono scritti nel Codice Internazionale di Nomenclatura Botanica. I nomi delle piante coltivate e gli ibridi possiedono le loro proprie regole, scritte nel Codice Internazionale per la Nomenclatura delle Piante Coltivate, che funziona come un complemento del precedente.
L'obiettivo della nomenclatura botanica è quello di ottenere un nome univoco e universale per ogni specie, e per ogni taxon in generale, e possibilmente per ogni cultivar e ogni ibrido.

## Nomi scientifici

### I principi della nomenclatura dirigono i nomi scientifici
La nomenclatura è la subdisciplina della Tassonomia che regolamenta i nomi dei taxa.
C'è un solo nome corretto per ogni taxon, che è quello "validamente pubblicato" attinente ai "principi di nomenclatura".
I principi di nomenclatura, comuni a tutti i Codici, sono: 
che il taxon non sia stato nominato precedentemente,
che il suo nome sia in latino e non sia stato utilizzato già per un altro taxon,
e che venga associato a una descrizione e a un esemplare "tipo".
Affinché i nomi scientifici siano validamente pubblicati, il nome, la descrizione e l'ubicazione dell'esemplare tipo devono essere pubblicati su una rivista scientifica con l'ausilio di periti esperti dell'argomento che possano revisionare le pubblicazioni per accettarle, correggerle o rifiutarle.
I principi di nomenclatura stabiliscono che quando lo stesso taxon è più di una volta "validamente pubblicato", è valido  soltanto il nome che venne pubblicato per primo.
Oltre a questo, il nome del taxon deve essere soggetto a certe regole esposte di seguito.

### Regole basiche dei nomi scientifici
Il nome scientifico assegnato al taxon dipende dalla categoria tassonomica alla quale appartiene.
Al di sopra della categoria della specie, i taxa hanno un nome uninominale (composto da una sola parola), e il suffisso (l'ultima parte del nome) è dato dalla categoria tassonomica alla quale appartiene (consultare la tabella nell'articolo principale per vedere quale suffisso venga utilizzato in ogni categoria tassonomica). I nomi si scrivono sempre con lettere maiuscole. Quando si tratta di generi, è convenzione scriverli in una tipologia differente dal resto del testo (per esempio in corsivo o sottolineato).
- Per esempio: famiglia Aceraceae, genere Acer.

Nella categoria delle specie i nomi sono binomiali (ovvero composti di due parole). La prima parola è il nome del genere, la seconda il nome che caratterizza la specie, chiamato "epiteto specifico". Per convenzione si usa scriverli in una tipologia differente dal resto del testo, come succede per i generi. Il nome di genere va sempre scritto in maiuscolo, l'epiteto specifico invece sempre in minuscolo. 
- Per esempio: specie Acer saccharum.

Ci sono anche regole per denominare sottogeneri, sottospecie, e altre categorie tassonomiche intermedie meno utilizzate, le quali ugualmente sono osservate dal Codice Internacionales di Nomenclatura.

## Nomi delle piante coltivate
Le piante coltivate sogliono avere una storia di ibridazione, selezione artificiale di tratti atipici, o altri sviluppi, per cui sorge la necessità di darle un nome di piante cultivar. La parola cultivar viene basata su una combinazione delle parole "coltivata" e "varietà", e nella letteratura più antica la si può trovare come "varietà". Le cultivar non devono essere confuse con le varietà botaniche, che di solito rappresentano razze silvestri che occupano regioni geografiche definite, o popolazioni silvestri morfologicamente differenziate.
Il termine "cultivar" si applica ad un raggruppamento di piante coltivate che viene chiaramente distinto tramite caratteri particolari (morfologici, fisiologici, citologici, chimici, ecc.), e che attraverso la sua riproduzione sessuale o asessuale, vengono trasferiti di generazione in generazione (Brickell, International Code of Nomenclature for Cultivated Plants, 1980).
Nel Codice Internazionale per la Nomenclatura delle Piante Coltivate si trova il complesso di regole che controllano la nomenclatura dei cultivar. I nomi dei cultivar possono essere dati in qualsiasi lingua eccetto il latino, riservato ai nomi scientifici, e devono essere scritti con l'iniziale maiuscola. Quando si leggono con il nome specifico devono essere scritti tra virgolette semplici. Anticamente potevano essere preceduti dall'abbreviazione "cv.", ma attualmente il codice considera ciò scorretto. I nomi dei cultivar possono essere usati dopo il nome del genere, dopo il nome della specie, o dopo il nome volgare della specie. Per esempio, i seguenti sono nomi equivalenti che si riferiscono allo stesso cultivar, sebbene soltanto l'ultimo venga considerato corretto: 
- Citrullus cv. Crimson Sweet
- Anguria cv. Crimson Sweet
- Citrullus lanatus cv. Crimson Sweet
- Citrullus lanatus 'Crimson Sweet'.

Per ulteriori informazioni vedere Jeffrey (1977).

## Nomi degli ibridi
Quando due specie distinte si incrociano dando una discendenza capace di riprodursi da sola, si è formato un ibrido. Gli ibridi possono verificarsi in natura in modo del tutto spontaneo, e i loro nomi sono regolati dal Codice di Nomenclatura Botanica. Quando l'uomo provoca la sua apparizione in forma artificiale, tramite tecniche di laboratorio, allora la nomenclatura viene regolata dal Codice Internazionale per la Nomenclatura delle Piante Coltivate.
Gli ibridi fra due specie dello stesso genere possono essere denominati mettendo il nome di ogni specie che lo conforma, in ordine alfabetico, separati dal segno di moltiplicazione (×). Per esempio:
- Verbascum lychnitis × V. nigrum

Una notazione alternativa si dà quando all'ibrido viene assegnato il suo proprio epiteto, per esempio: 
- Verbascum × schiedeanum (= V. lychnitis × V. nigrum)

Anche gli ibridi fra specie di differenti generi possono essere designati dai nomi delle specie che li conformano, separati dal segno di moltiplicazione.
La notazione alternativa per gli ibridi tra genere è quella di porre un genere "condensato" composto dai nomi dei due generi che formano l'ibrido, preceduto dal segno di moltiplicazione. Per esempio:
- ×Dialaeliocattleya (ibrido tra i generi Diacrium, Laelia, e Cattleya).

### Codici Internazionali di Nomenclatura citati in questo articolo
- (EN)  Greuter, W. et al. 2000. International Code of Botanical Nomenclature (St. Louis Code). Gantner/Koeltz (disponibile online qui Archiviato il 12 dicembre 2002 in Internet Archive.)
- (EN)  C.D. Brickell et al. 2004. International Code of Nomenclature for Cultivated Plants. (algunos articulos online ma a pagamento, aqui).